# Szczecinki przetchlinkowe
Szczecinki przetchlinkowe (łac. chaetae stigmaticeae) – rodzaj szczecinek występujący na tułowiu niektórych muchówek.
Szczecinki te są krótkie ale silnie zbudowane. Osadzone są wśród włosków otaczających wloty do przetchlinek. Rozwinięte są u przedstawicieli rodzin Sepsidae i Coelopidae.